# Municipio de Highland (condado de Sheridan)
El municipio de Highland (en inglés: Highland Township) es un municipio ubicado en el condado de Sheridan en el estado estadounidense de Dakota del Norte. En el año 2010 tenía una población de 19 habitantes y una densidad poblacional de 0,2 personas por km².

## Geografía
El municipio de Highland se encuentra ubicado en las coordenadas 47°43′54″N 100°30′35″O / 47.73167, -100.50972. Según la Oficina del Censo de los Estados Unidos, el municipio tiene una superficie total de 93.32 km², de la cual 91,36 km² corresponden a tierra firme y (2,1 %) 1,96 km² es agua.

## Demografía
Según el censo de 2010, había 19 personas residiendo en el municipio de Highland. La densidad de población era de 0,2 hab./km². De los 19 habitantes, el municipio de Highland estaba compuesto por el 100 % blancos. Del total de la población el 0 % eran hispanos o latinos de cualquier raza.